# باس بيترز
باس بيترز (بالهولندية: Bas Peters)‏ هو دراج هولندي، ولد في 14 مايو 1976 في Heel, Netherlands ‏ في هولندا.

## وصلات خارجية
- باس بيترز على موقع إحصائيات الدراجات الإحترافية (الإنجليزية)
- باس بيترز على موقع MTB Data (الإنجليزية)
- باس بيترز على موقع أوليمبيديا (الإنجليزية)